# Real Cundinamarca
Real Cundinamarca es un equipo de fútbol que juega en la segunda división del fútbol profesional colombiano. Oficia como local en el Estadio Olaya Herrera de Bogotá. Anteriormente llamado Valledupar F. C. fue trasladado al departamento de Cundinamarca en 2024.
Fue fundado oficialmente el 10 de julio de 2023 tras la desaparición de Valledupar F. C.  el 23 de junio del mismo año por el traslado de la ficha realizado por sus directivos para competir en la Primera B, sin embargo, la Dimayor reconoce su fundación el 1° de agosto de 2023.
El 24 de enero de 2024 el equipo se traslada a Bogotá pasando a ser Real Cundinamarca y jugando en el Estadio Olaya Herrera el primer semestre de la Primera B.

## Historia
Una vez finalizado el Torneo Apertura 2023 comenzó el rumor de la partida del Valledupar F. C. por falta de apoyo económico de las entidades locales. En una asamblea extraordinaria de la División Mayor del Fútbol Colombiano el 21 de junio de 2023, las directivas del equipo vallenato hicieron oficial el cambio de sede. Dos días más tarde, el 23 de junio, Valledupar F. C. anunció el final de su historia.
El nacimiento del Real Soacha Cundinamarca se dio en la presentación oficial del 10 de julio de 2023 en Soacha, Cundinamarca, con la presencia del presidente del club Nicolás Baena y el alcalde Juan Carlos Saldarriaga, quien afirmó que para la llegada del equipo se brindó apoyo económico por parte del municipio.
Tras su debut en la Primera B 2023-II, el equipo dirigido por Julián Barragán terminó penúltimo con 14 puntos con solo dos partidos ganados, únicamente uno de ellos como local por 2-0 contra Tigres F. C.
En octubre de 2023 el alcalde electo de Soacha 'Perico' Sánchez, aseguró que no mantendrá el apoyo económico al Real Soacha Cundinamarcay que por ello se deberá devolver a Valledupar en 2024.
El 24 de enero de 2024 el equipo nuevamente cambia su razón social y se traslada a Bogotá pasando a ser Real Cundinamarca y jugando en el Estadio Olaya Herrera el primer semestre de la Primera B.

### Evolución de la ficha
| Temporadas      | Nombre del club          | Localía    |
| --------------- | ------------------------ | ---------- |
| 2003            | Dimerco Real Popayán     | Popayán    |
| 2004-2023       | Valledupar F. C.         | Valledupar |
| 2023-II         | Real Soacha Cundinamarca | Soacha     |
| 2024-I-Presente | Real Cundinamarca        | Bogotá     |

## Estadio
El equipo actualmente juega en el Estadio Metropolitano de Techo con capacidad para 10.000 espectadores, donde comparte localía en el torneo de ascenso con Bogotá F. C. y Tigres F. C.. 
También ha jugado algunos partidos en el Estadio Olaya Herrera de Bogotá que posee capacidad para 2.500 espectadores, famoso por acoger el exitoso Torneo del Olaya que se realiza a final de año, adicionalmente para recibir equipos tradicionales cuya hinchada es numerosa, los partidos contra esos equipos se juegan en el Estadio Metropolitano de Techo por temas de seguridad y logísticos.
En el escenario deportivo se realizó una reforma estructural y al terreno de juego del estadio con un costo de aproximadamente 4.000 millones de pesos, recibiendo así nuevamente el aval por parte de Dimayor para recibir fútbol profesional.

## Indumentaria

### Uniforme Titular
| 2023-II | 2024 |

### Uniforme Alternativo
| 2024 |

### Uniforme Tercero
| 2024 |

### Uniforme Arquero
| 2023-II |

### Patrocinadores
| Período       | Patrocinador                      |
| ------------- | --------------------------------- |
| 2024-presente | Electrolit                        |
| 2024-presente | Canacol Energy                    |
| 2023-presente | BetPlay                           |
| 2023          | Alcaldía de Soacha                |
| 2023          | Centro Comercial Ventura Terreros |
| 2025-Presente | Gobernación de Cundinamarca       |

## Datos del club
- Temporadas en 1ª: 0
- Temporadas en 2ª: 3 (2023-presente).
- Temporadas en Copa Colombia: 1 (2024).
- Puesto histórico en Primera División: Sin participación.
- Puesto histórico en Segunda División: 52° (hasta 2024-II)
- Puesto histórico en Copa Colombia: N/D
- Mejor puesto:
  - En Primera A: Sin participación
  - En Primera B: 5 (2024-II 2025-I)
  - En Copa Colombia: 32° (Fase I, 2024)
- Peor puesto:
  - En Primera A: Sin participación
  - En Primera B: 15° (2023-II)
  - En Copa Colombia: 32° (Fase I, 2024)
- Primer partido oficial: 0-0 con Cortuluá el 23 de julio del 2023-II.
- Primer partido oficial internacional 0:
- Primer gol anotado: Juan José Viveros ante el Barranquilla F. C. el 6 de agosto de 2023.
- Primer gol recibido: Jonathan Agudelo de Cúcuta Deportivo el 31 de julio de 2023.
- Mayor goleada a favor:
  - 4-0 sobre Cúcuta Deportivo el 28 de mayo de 2025
  - 5-2 sobre Atlético F. C. el 11 de marzo de 2025
  - 3-0 sobre Real Cartagena el 3 de abril de 2025
- Mayor goleada en contra:
  - 0-3 contra Llaneros, 20 de agosto de 2023 en la fecha 5 Primera B 2023-II.
- Mayor número de goles en una temporada: 13 (Temporada 2023)
- Participación internacional: 0.
- Jugador con más partidos disputados:
- Jugador con más goles: 13  Jayder Asprilla (2025)

## Jugadores

### Plantilla 2025-II
Actualizado hasta el 19 de junio de 2024, según referencia.

### Extranjeros
| Nacionalidad | N.º | Jugadores        |
| ------------ | --- | ---------------- |
| Argentina    | 1   | Tomás Dopazo     |
| Panamá       | 1   | Fernando McClean |

## Entrenadores
| Nombre          | Periodo                                  | PJ | PG | PE | PP | %      |
| --------------- | ---------------------------------------- | -- | -- | -- | -- | ------ |
| Julián Barragán | 10 de julio de 2023 - 21 de mayo de 2024 | 34 | 7  | 13 | 14 | 33.34% |
| Juan David Niño | 30 de mayo de 2024 Presente              | 0  | 0  | 0  | 0  | 0%     |